# آتشفشان هیلی
آتشفشان هیلی (به لاتین: Healy) یک کوه در نیوزیلند است که در In the Kermadec Islands chain واقع شده‌است.